# Kapelle St. Georg (Bishausen)

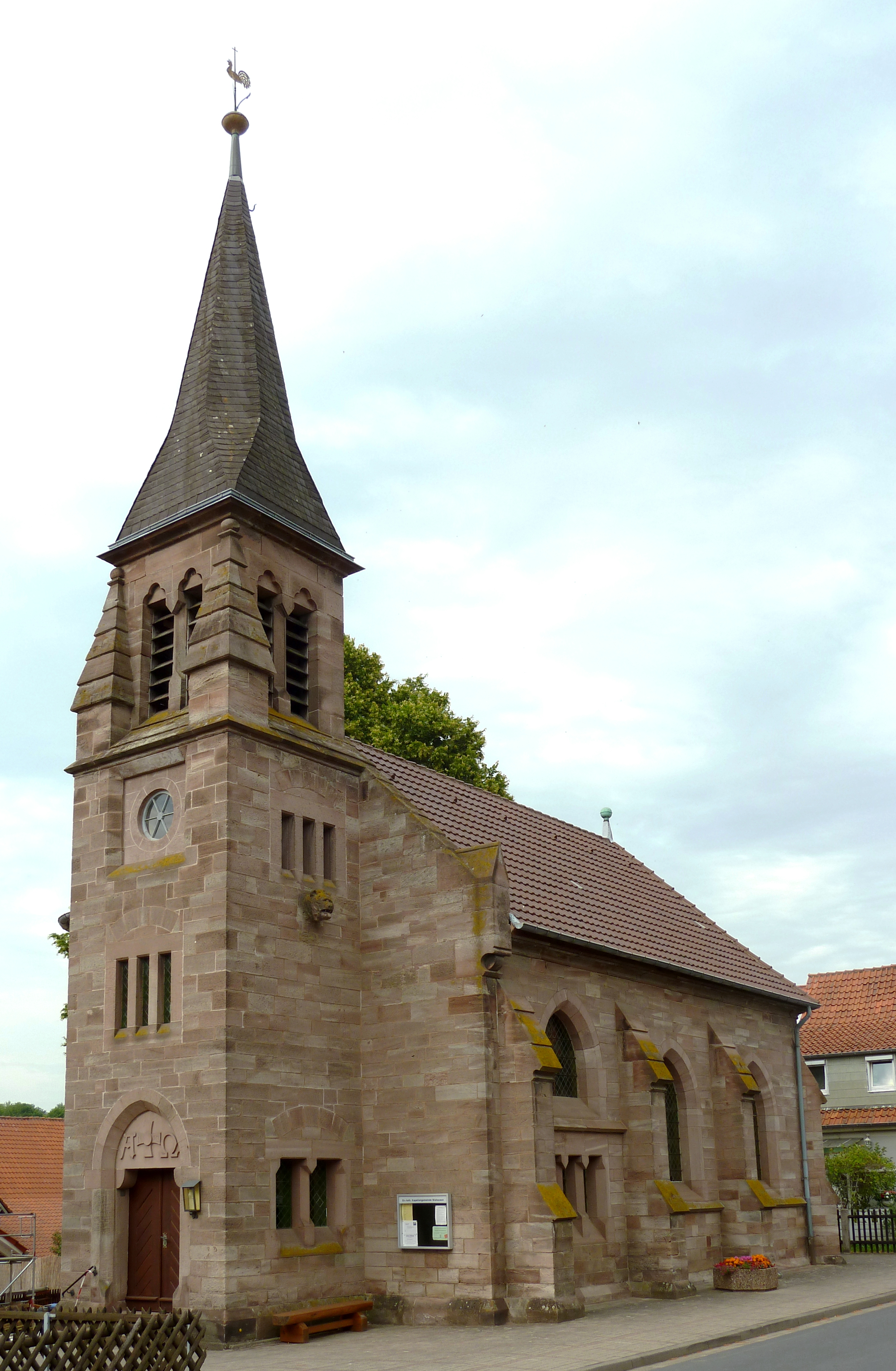
Kapelle St. Georg

Die evangelisch-lutherische Kapelle St. Georg steht in Bishausen, einem Ortsteil des Fleckens Nörten-Hardenberg im Landkreis Northeim von Niedersachsen. Die Kapellengemeinde gehört zur Emmaus-Kirchengemeinde Nörten im Kirchenkreis Göttingen im Sprengel Hildesheim-Göttingen der Evangelisch-lutherischen Landeskirche Hannovers.

## Beschreibung
Die auf das 13. Jahrhundert datierte Kapelle wurde 1860 wegen Baufälligkeit gesperrt und 1881 abgebrochen. Ab 1882 wurde unweit des alten Standorts ein Neubau nach einem Entwurf von Conrad Wilhelm Hase aus dem Jahre 1867 errichtet, der allerdings bei der Ausführung abgeändert wurde. Am 25. November 1883 wurde die Kirche eingeweiht. Die rechteckige neugotische Saalkirche aus Quadermauerwerk hat ein Langhaus mit drei Achsen, das von Strebepfeilern gestützt wird, und einen eingezogenen fünfseitigen Chor. Abweichend vom Entwurf erhielt der Fassadenturm im Westen einen ins Achteck überführten, verschieferten, spitzen Helm, der mit einer Turmkugel bekrönt wurde. Sein oberstes Geschoss hat an allen vier Seiten jeweils zwei Klangarkaden, hinter denen sich der Glockenstuhl befindet. In ihm hängen zwei Kirchenglocken, von denen die ältere 1933 von der Radlerschen Glockengießerei und die jüngere 1956 von der Glocken- und Kunstgießerei Rincker gegossen wurde.
Der Innenraum des Langhauses erhielt abweichend vom Entwurf eine hölzerne Flachdecke. Der Chor ist mit einem Gewölbe überspannt. Zur Kirchenausstattung gehört ein Blockaltar, auf dem ein großes Kruzifix steht. Die Orgel mit sechs Registern, einem Manual und einem Pedal wurde 1883 von Carl Heyder gebaut und 1954/55 von Paul Ott instand gesetzt.